# Khawlah bint al-Azwar
Khawla bint al-Azwar ( en árabe: خولة بنت الازور‎ ) fue una guerrera musulmana incluida entre los Compañeros del profeta islámico Mahoma. Ha sido descrita como una de las guerreras más grandes de la historia árabe y comparada con Jálid ibn al-Walid por sus adversarios en el campo de batalla. Era hermana de Dhiraar bin Al-Azwar, comandante del ejército Rashidun durante la conquista musulmana. Nacida en algún momento durante la segunda década del siglo VII como hija de Malik o Tariq Bin Awse, uno de los jefes de la tribu Banu Assad, Khawlah fue bien conocida por su valentía en las campañas de conquista musulmanas en las actuales Siria, Jordania, y Palestina. Luchó codo con codo con su hermano Dhirrar en muchas batallas, incluyendo la decisiva Batalla de Yarmuk en 636 contra el imperio bizantino. En el cuarto día de la batalla dirigió un grupo de mujeres contra el ejército bizantino y derrotó a su comandante en jefe, siendo más tarde herida durante su lucha contra un soldado griego.

## Historia

### Primeros años
Khawlah era hija de uno de los jefes de la tribu Bani Assad. Su familia estuvo entre las primeras en convertirse al islam. El nombre de su padre era Malik o Tariq Bin Awse; también conocido como al-Azwar.

### Asedio de Damasco
Su talento apareció por primera vez durante la Batalla de Sanita-al-Uqab en 634, luchando durante el asedio de Damasco, en que su hermano Zirrar (o Deraar) dirigía las fuerzas musulmanas y fue herido y hecho prisionero por el ejército bizantino. Jálid ibn al-Walid tomó su guardia móvil para rescatarle. Khawlah se unió a este ejército y se abalanzó sobre la retaguardia bizantina sola. Con la coraza y túnica larga y recta de los guerreros árabes no fue reconocida como mujer, hasta que Jálid le preguntó sobre su identidad.
En la Batalla de Achnadáyn, Khawlah acompañó a las fuerzas musulmanas para proporcionar atención médica a los soldados heridos. Después de que su hermano Diraar fuera capturado por las fuerzas bizantinas, Khawlah tomó la armadura de un caballero, armas, y yegua, envuelta en un mantón verde. Luchó contra un batallón bizantino, que atacaba soldados musulmanes. Jálid bin Walid, el dirigente de las fuerzas musulmanas, ordenó a sus soldados que cargaran contra los bizantinos. Muchos de los soldados musulmanes creyeron que Khawlah era Jálid hasta que el propio Jálid apareció. El ejército musulmán derrotó a los bizantinos, que huyeron del campo de batalla. Jálid ordenó a su ejército perseguirlos. Después de una búsqueda, los prisioneros musulmanes fueron encontrados y liberados. Uno de los comandantes del ejército Rashidun, Shurahbil ibn Hassana, dijo sobre ella: "Este guerrero lucha como Jálid bin Walid, pero no es Jálid".

### Otras campañas
Algunas fuentes tradicionales reclaman que en otra batalla, Khawlah fue capturada después de caer de su caballo. Después de ser llevada a un campamento con otras mujeres prisioneras, Khawlah iba a ser llevada a la tienda del dirigente que pretendía violarla. En cambio, Khawlah despertó a las otras prisioneras, instruyéndolas para que utilizaran las estacas de clavar las tiendas como armas y atacar a los guardias bizantinos. Según Al Waqidi, consiguieron matar a treinta caballeros bizantinos con Khawlah acreditándose cinco, incluyendo el bizantino que la insultó.

## Legado
Muchas calles y escuelas en Arabia Saudita llevan su nombre; Jordania emitió un sello de correos en su honor como parte de la colección "Mujeres árabes en la Historia". Muchas ciudades árabes tienen escuelas e instituciones que llevan el nombre de Khawla Bint al-Azwar. Una unidad militar femenina en el ejército iraquí fue nombrada Khawlah bint al-Azwar en su  honor. En los Emiratos Árabes Unidos, la primera universidad militar para mujeres, Khawlah bint Al Azwar Training College, fue también nombrada por ella.